# My Friend, the Indian
My Friend, the Indian è un cortometraggio muto del 1909. Il nome del regista non viene riportato nei credit del film.

## Trama
Le disavventure di un indiano che viene in città per farsi una bevuta ma diventa oggetto degli scherzi di un vagabondo.

## Produzione
Il film fu prodotto dalla Lubin Manufacturing Company.

## Distribuzione
Distribuito dalla Lubin Manufacturing Company, il film - un cortometraggio della lunghezza di 105 metri - uscì nelle sale cinematografiche statunitensi il 3 giugno 1909. Nelle proiezioni, veniva programmato con il sistema dello split reel, accorpato in un'unica bobina con un altro cortometraggio prodotto dalla Lubin, la commedia Are You the Man?.